# Kriegerdenkmal Ahlsdorf

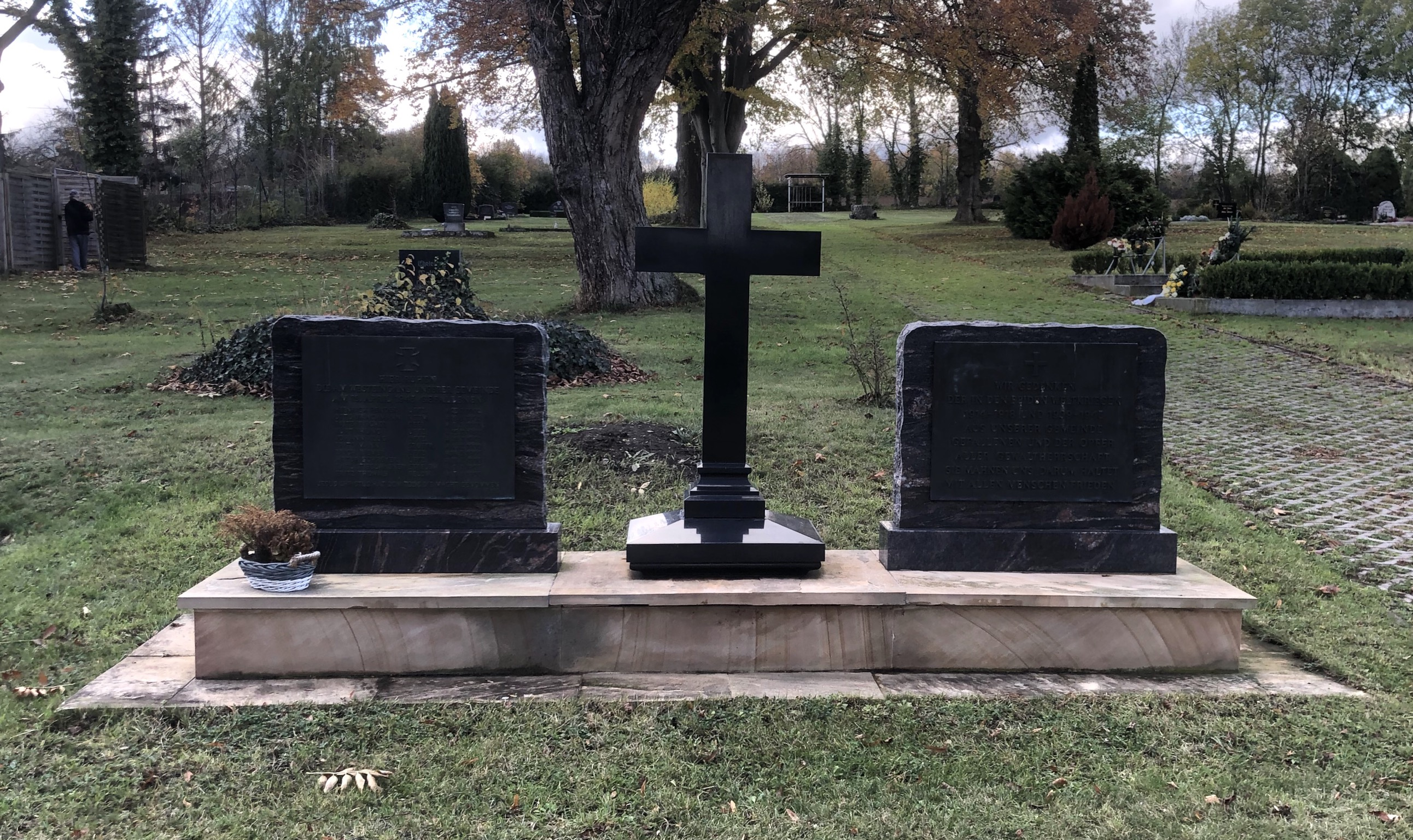
Kriegerdenkmal Ahlsdorf, 2019

Das Kriegerdenkmal Ahlsdorf ist ein denkmalgeschütztes Kriegerdenkmal in Ahlsdorf in Sachsen-Anhalt.
Es befindet sich auf dem Friedhof Ahlsdorf an der Friedhofstraße am westlichen Ortsrand von Ahlsdorf, nördlich der Friedhofskapelle.

## Gestaltung
Das Denkmal gedenkt der Gefallenen der Gemeinde Ahlsdorf im Ersten und Zweiten Weltkrieg, der Opfer von Gewaltherrschaften sowie namentlich der während der Kampfhandlungen in Ahlsdorf während des Zweiten Weltkriegs Gefallenen. Es besteht aus zwei dunklen Granitplatten, zwischen denen sich ein schwarzes freistehendes Kreuz befindet. Alle drei Elemente stehen auf einem Sockel. An der Ostseite der Tafeln sind schwarze metallene Platten befestigt, auf denen sich Inschriften befinden. 
Die Inschrift auf der linken Tafel befindet sich unter der Darstellung eines Eisernen Kreuzes und lautet:
HIER RUHEN

DIE AM WESTEINGANG UNSERER GEMEINDE

AM 13. APRIL 1945 GEFALLENEN
|                   |          |              |
| HEINRICH BENDER   | UFFZ.    | * 25.2.1902  |
| OTTO BRACHMANN    | VSTM.    | * 18.6.1902  |
| FRITZ FISCHER     | GEFR.    | * 8.2.1901   |
| KURT IHLING       | UFFZ.    | * 25.11.1897 |
| JOHANN KLUG       | UFFZ.    | * 26.7.1901  |
| FRITZ MANN        | STGEFR.  | * 4.12.1900  |
| ERICH RIEMER      | UFFZ.    | * 14.5.1905  |
| ARTUR SCHREYER    | UFFZ.    | * 18.2.1910  |
| KARL STIEGLWAGNER | STFELDW. | * 1.7.1905   |
| FRITZ THOMAS      | FELDW.   | * 15.6.1900  |

JESUS CHRISTUS HAT DEM TODE DIE MACHT GENOMMEN. 2. TIM. 1, 10
Auf der rechten Tafel befindet sich unterhalb eines Kreuzes die folgende Inschrift:
WIR GEDENKEN

DER IN DEN BEIDEN WELTKRIEGEN

1914 - 1918 und 1939 - 1945

AUS UNSERER GEMEINDE

GEFALLENEN UND DER OPFER

ALLER GEWALTHERRSCHAFT.

SIE MAHNEN UNS: „DARUM HALTET

MIT ALLEN MENSCHEN FRIEDEN“ ROM. 12:8
Im örtlichen Denkmalverzeichnis ist das Kriegerdenkmal als Gedenkstätte unter der Erfassungsnummer 094 65532 als Baudenkmal verzeichnet. Es gilt als ortsgeschichtlich bedeutend.